# چندپور
چندپور (به لاتین: Chandpur) یک منطقهٔ مسکونی در بنگلادش است که در ناحیه چاندپور واقع شده‌است. چندپور ۲۲ کیلومتر مربع مساحت و ۱۵۹٬۰۲۱ نفر جمعیت دارد.